# Chalhuanca
Chalhuanca es una ciudad peruana, capital del distrito homónimo y de la provincia de Aymaraes, ubicada en el departamento de Apurímac. Está situada en el sur del país a 2897 m s. n. m. en la vertiente oriental de la cordillera de los Andes, a orillas del río Chalhuanca, afluente indirecto del río Apurímac. Tiene una población de 27 857 habitantes, dedicados en su mayoría a las actividades agropecuarias y a la minería.

## Etimología
Existe especulación sobre el origen del nombre. Se está de acuerdo que parte del topónimo puede descomponerse en el quechua challwa 'pez'. Cerrón Palomino adelanta la hipótesis de que el nombre se puede descomponer en challwa y el sufijo quechua -nqa, con el significado de 'lugar de pesca'. Este sufijo habría sido un derivador deverbal y denominal con la función de participio de futuro. Con los topónimos se habría usado con el significado de 'lugar propenso a (algo)' o 'lugar destinado para (algo)', manteniendo el matiz de proclividad del participio de futuro. Así, resulta en el significado dado de 'lugar para la pesca'.

## Deportes
Chalhuanca es famosa por ser uno de los mejores lugares del Perú para practicar todo tipo de deporte extremo especialmente el canotaje.

## Lugares de interés
- Uno de los atractivos de Chalhuanca es los Baños de Pincahuacho de aguas termales y medicinales.
- A 29 km al oeste del poblado de Chalhuanca en el camino a Puquio alberga matorrales arbustivos y parches de bosques de Polylepis y Polylepis-Gynoxis, y en las pendientes cactáceas y bromeliáceas.[2]

## Clima
| Parámetros climáticos promedio de Chalhuanca | Parámetros climáticos promedio de Chalhuanca | Parámetros climáticos promedio de Chalhuanca | Parámetros climáticos promedio de Chalhuanca | Parámetros climáticos promedio de Chalhuanca | Parámetros climáticos promedio de Chalhuanca | Parámetros climáticos promedio de Chalhuanca | Parámetros climáticos promedio de Chalhuanca | Parámetros climáticos promedio de Chalhuanca | Parámetros climáticos promedio de Chalhuanca | Parámetros climáticos promedio de Chalhuanca | Parámetros climáticos promedio de Chalhuanca | Parámetros climáticos promedio de Chalhuanca | Parámetros climáticos promedio de Chalhuanca |
| Mes                                          | Ene.                                         | Feb.                                         | Mar.                                         | Abr.                                         | May.                                         | Jun.                                         | Jul.                                         | Ago.                                         | Sep.                                         | Oct.                                         | Nov.                                         | Dic.                                         | Anual                                        |
| -------------------------------------------- | -------------------------------------------- | -------------------------------------------- | -------------------------------------------- | -------------------------------------------- | -------------------------------------------- | -------------------------------------------- | -------------------------------------------- | -------------------------------------------- | -------------------------------------------- | -------------------------------------------- | -------------------------------------------- | -------------------------------------------- | -------------------------------------------- |
| Temp. máx. media (°C)                        | 21.6                                         | 21.5                                         | 21.3                                         | 22                                           | 21.7                                         | 20.8                                         | 20.7                                         | 21.6                                         | 22.1                                         | 24                                           | 23.6                                         | 22.1                                         | 21.9                                         |
| Temp. media (°C)                             | 14.1                                         | 14.2                                         | 14.1                                         | 14.1                                         | 13.1                                         | 11.9                                         | 11.6                                         | 12.2                                         | 13.4                                         | 14.8                                         | 14.7                                         | 14.2                                         | 13.5                                         |
| Temp. mín. media (°C)                        | 6.7                                          | 7                                            | 6.9                                          | 6.2                                          | 4.6                                          | 3.1                                          | 2.6                                          | 2.8                                          | 4.7                                          | 5.6                                          | 5.8                                          | 6.4                                          | 5.2                                          |
| Fuente: climate-data.org                     |                                              |                                              |                                              |                                              |                                              |                                              |                                              |                                              |                                              |                                              |                                              |                                              |                                              |

## Patrimonio
- Fiesta Señor de Ánimas: Uno de los atractivos culturales más importantes de la región es la Fiesta Mayor de Apurimac, conocida como la fiesta patronal del Señor de las Ánimas de Chalhuanca, que se celebra del 25 de julio al 5 de agosto de cada año, teniendo como relevancia a nivel nacional la corrida de toro con cóndor llamada Yawar Fiesta el Toro Pukllay. Fue declarado por el Ministerio de Cultura como Patrimonio Cultural de la Nación.[4][5]

## Galería

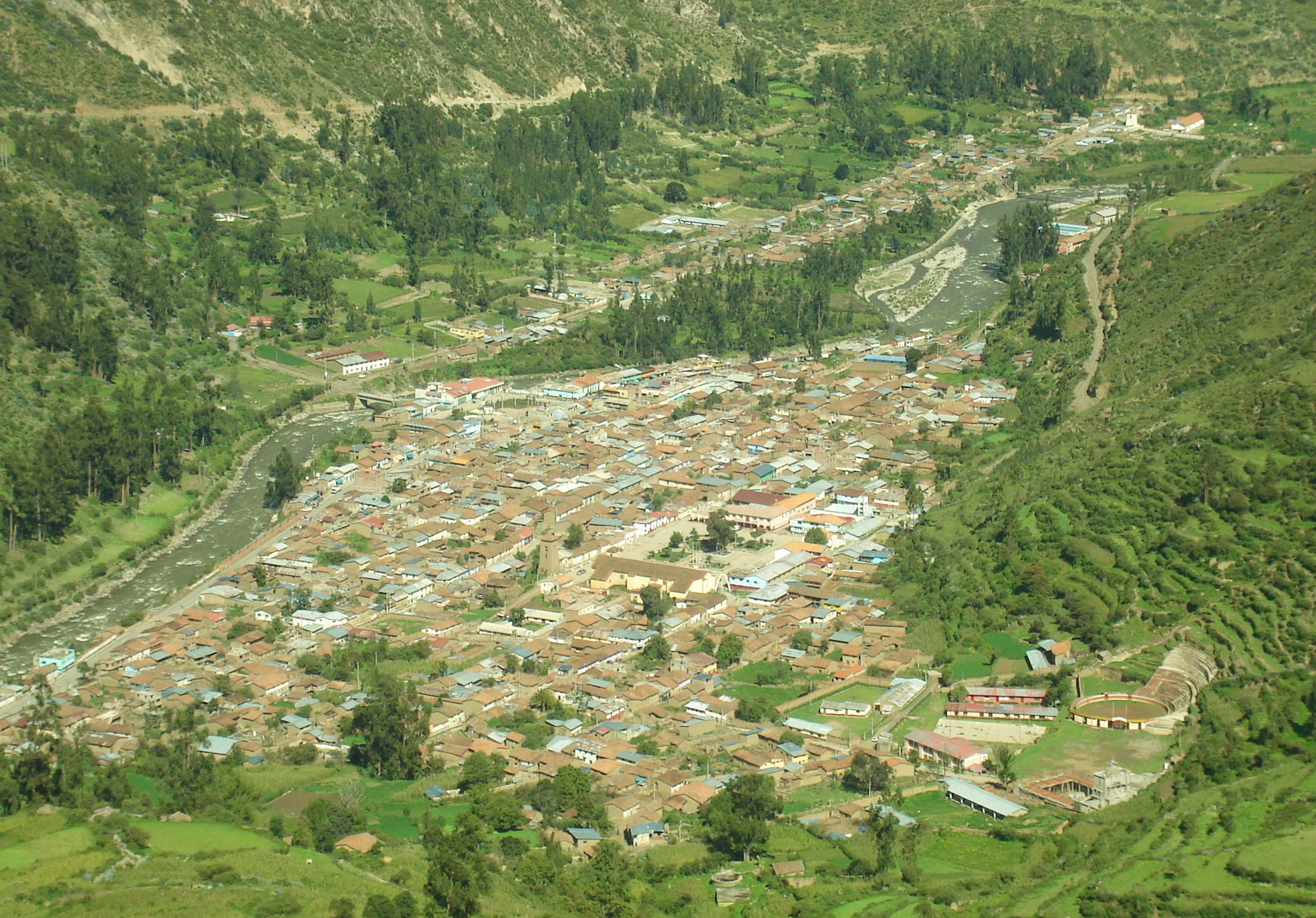
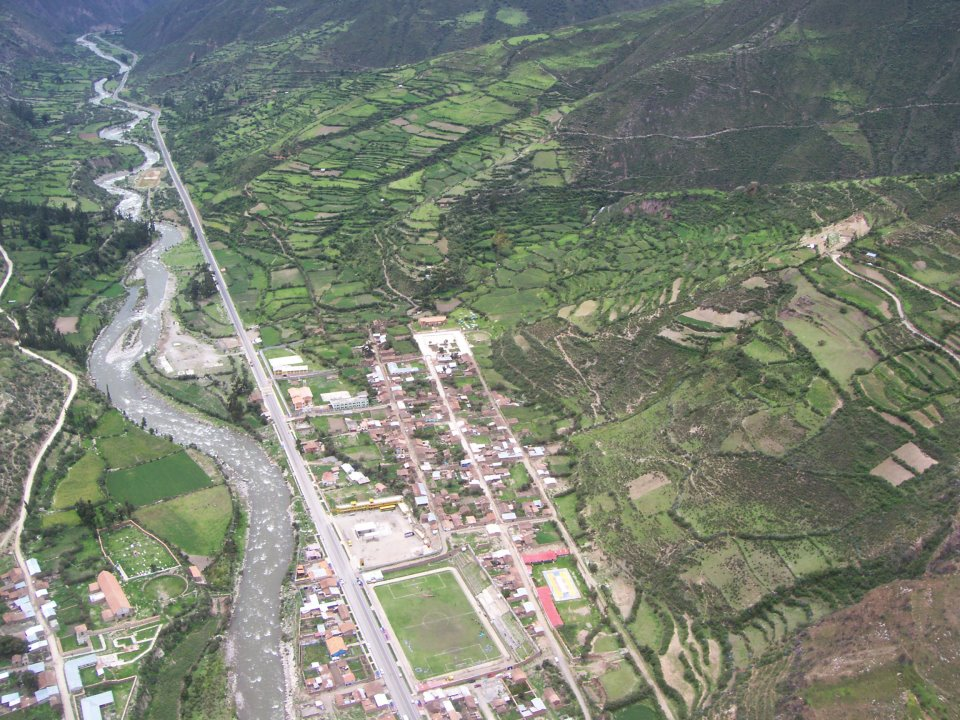
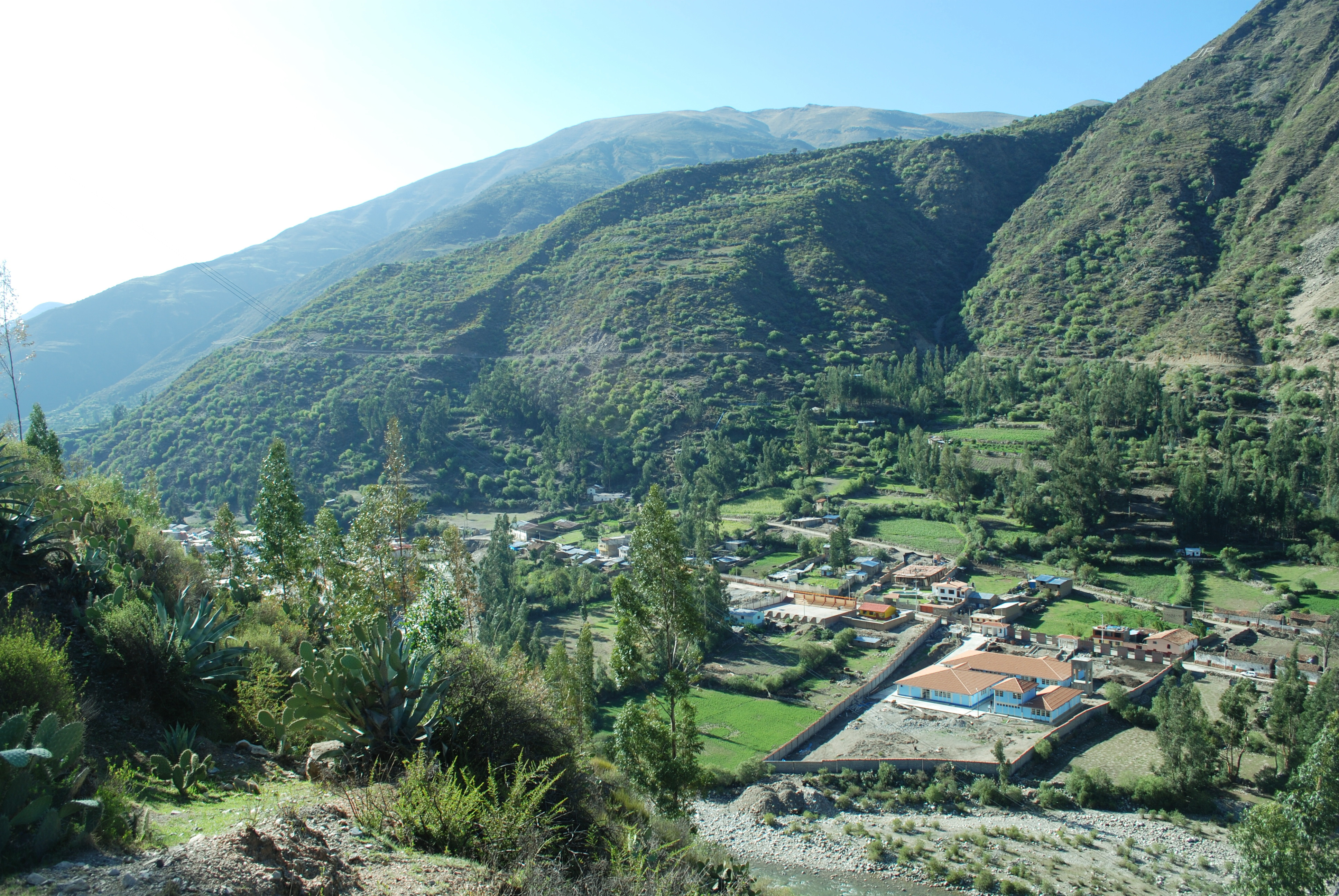

## Personajes
- Dina Boluarte: abogada y política; primera mujer en asumir la presidencia del Perú en 2022.
- Fredy Roncalla; escritor y poeta bilingüe.